# Jänissaari (ö i Finland, Norra Karelen, Joensuu, lat 62,67, long 31,15)
Jänissaari är en ö i Finland. Den ligger i sjön Nuorajärvi och i kommunen Ilomants i den ekonomiska regionen  Joensuu ekonomiska region  och landskapet Norra Karelen, i den sydöstra delen av landet, 400 km nordost om huvudstaden Helsingfors. Öns area är 16,2 hektar och dess största längd är 1 kilometer i nord-sydlig riktning.